# Marian Janicki (rotmistrz)
Marian Janicki (ur. 15 września 1900 w Wierzbicy, zm. w Katyniu w 1940) – porucznik rezerwy kawalerii Wojska Polskiego, ofiara zbrodni zbrodni katyńskiej, pośmiertnie awansowany do stopnia kapitana.

## Życiorys
Pochodził z rodziny o tradycjach patriotycznych – dziadek, Feliks Janicki (1837–1923), był uczestnikiem powstania styczniowego, stryj, Franciszek Janicki (1881–1941), uczestniczył w wojnie bolszewickiej, brat, Franciszek Janicki został zakatowany w Pomiechówku (1943).
Był synem Konstantego i Eleonory z d. Kowalskiej. Uczęszczał do Gimnazjum w Pułtusku, ukończył Państwową Szkołę Mierniczą w Warszawie (1924).
Był żołnierzem Polskiej Organizacji Wojskowej, w listopadzie 1918 r. uczestniczył w rozbrajaniu i wypędzaniu wojsk niemieckich z Pułtuska. Następnie był ochotnikiem Wojska Polskiego, został wcielony do szwadronu wojewódzkiego w Ciechanowie, a w lutym 1919 r. szwadron został wcielony do 4 Pułku Ułanów. W kwietniu 1919 r. został odkomenderowany na front litewsko-białoruski. W listopadzie został skierowany do Centralnej Szkoły Kawalerii dla Podoficerów w Przemyślu, następnie odwołany do dowództwa szwadronu zapasowego w Białymstoku i przydzielony na instruktora. Po wyszkoleniu rekrutów za szwadronem marszowym powtórnie skierowany na front. W składzie 4 Pułku Ułanów walczył m.in. pod Wilejką, Rakowcem, Kalenkowiczami, nad Berezyną. Na froncie litewsko-białoruskim pozostawał do zawarcia traktatu ryskiego. W lutym 1921 r. zwolniony do cywila.
Ćwiczenia rezerwy odbywał w 5 Pułku Ułanów Zasławskich w Ostrołęce (1927) i w Centrum Wyszkolenia Kawalerii w Grudziądzu jako dowódca plutonu konnych zwiadowców (1930). Był bardzo dobrym jeźdźcem. Nominację na podporucznika otrzymał ze starszeństwem od 1 sierpnia 1925 r., na porucznika – od 1 stycznia 1932 r., na kapitana – pośmiertnie. Do kampanii wrześniowej wyruszył z Ostrołęki, dokąd przybył z Wierzbicy, gdzie po śmierci żony zostawił dzieci pod opieką siostry – Jadwigi Śniegockiej z d. Janickiej.
W trakcie działań wojennych we wrześniu 1939 r. trafił do niewoli sowieckiej, był więziony w Kozielsku. Zamordowany przez NKWD strzałem w tył głowy w Katyniu w 1940 r. W 1943 r. ekshumowany z dołu śmierci, zidentyfikowany pod numerem 3213, pochowany w bratniej mogile, przypuszczalnie piątej. Jego nazwisko znajduje się na liście transportowej nr 032/2 z 14 kwietnia 1940 r. Znaleziono przy nim odręcznie napisany list, jednak nie ma go wśród materiałów wydobytych przez Niemców w 1943 r. z Lasu Katyńskiego, przechowywanych w Kurii Metropolitalnej w Krakowie. Reszta skrzyń, według danych od dra Tomasza Szczepańskiego, kustosza Muzeum Katyńskiego, została przewieziona przez Niemców do Wrocławia, później w okolice Drezna i tam zaginęła. Istnieje informacja o spaleniu skrzyń ze „spuścizną katyńską” w 1945 r.
Był mężem Marii z d. Ruszkowskiej, mieli dwoje dzieci: Mikołaja i Krystynę (obydwoje spoczęli na cmentarzu parafialnym w Woli Kiełpińskiej), dwóch wnuków: Jerzego i Marka oraz czworo prawnucząt.

## Upamiętnienie
Dąb Pamięci Mariana Janickiego został posadzony w 70. rocznicę Zbrodni Katyńskiej przez Stowarzyszenie Krajowe Koło Weteranów, Ich Rodzin i Przyjaciół 5 Pułku Ułanów Zasławskich przy ulicy Koszarowej w Ostrołęce. Certyfikat Nr 2740/2923/WE/2010.
Co roku w trzecią niedzielę września jest celebrowana Msza Święta w dawnym kościele garnizonowym, a nazwisko Mariana Janickiego jest odczytywane w czasie apelu poległych podczas obchodów Święta 5 Pułku Ułanów Zasławskich (23 września) w Ostrołęce.
5 października 2018 r. Dąb Pamięci Mariana Janickiego posadzono także w okolicach Serocka, w Stanisławowie, obok innych dębów upamiętniających rodzinę Janickich (Feliksa i Franciszka), którzy mieszkali w Woli Kiełpińskiej.